# حسين بوشاش
حسين بوشاش لاعب ومدرب كرة قدم جزائري ولد في 20 أبريل 1932 في الجزائر.
بدأ مسيرته الكروية في نادي لوهافر، وانتقل إلى صف الكبار سنة 1957. النادي كان ينشط في مستوى الثاني من البطولة الفرنسية. فرض بوشاش نفسه كلاعب أساسي في فريقه وخاض 31 مباراة كمهاجم. واستمر الأمر في الموسم التالي (1958) بخوضه لـ 18 مباراة مع ناديه الذي انتقل إلى المستوى الأول من البطولة الفرنسية.
في هذا الموسم 1958-1959، خاض مع فريقه نهائي كأس فرنسا وسجل هدفا ليفوز مع فريقه بالكأس. وفوزهم هذا سمح للفريق بإجراء مقابلة للظفر بلقب Trophée des champions، الأمر الذي تحقق بفضل هدف فوز سجله حسين بوشاش.
الموسم التالي (1959-1960) تمكن فريق حسين من تحقيق هدفه بالبقاء في المستوى الأول في المرتبة السابعة. ولكان لحسين دور في ذلك قبل أن ينتقل إلى تونس ملتحقا بفريق جبهة التحرير الوطني لكرة القدم في 1961.
بعد استقلال الجزائر، عاد لفريق نادي لوهافر ليشارك في 20 مباراة في آخر موسم كروي له سنة 1963.

## احصائيات
| النادي      | الموسم                       | البطولة | البطولة | الكأس   | الكأس | المجموع | المجموع |
| النادي      | الموسم                       | مباريات | أهداف   | مباريات | أهداف | مباريات | أهداف   |
| ----------- | ---------------------------- | ------- | ------- | ------- | ----- | ------- | ------- |
| نادي لوهافر | الدوري الفرنسي د.2 1957-1958 | 31      | 16      | 4       | 2     | 35      | 18      |
| نادي لوهافر | الدوري الفرنسي د.2 1958-1959 | 18      | 10      | 7       | 4     | 25      | 14      |
| نادي لوهافر | الدوري الفرنسي د.1 1959-1960 | 30      | 14      | 5       | 2     | 35      | 16      |
| نادي لوهافر | الدوري الفرنسي د.1 1960-1961 | 7       | 4       | 0       | 0     | 7       | 4       |
| نادي لوهافر | الدوري الفرنسي د.2 1962-1963 | 20      | 6       | 3       | 1     | 23      | 7       |
| الحصيلة     | الحصيلة                      | 106     | 50      | 19      | 9     | 125     | 59      |

## روابط خارجية
- حسين بوشاش على موقع قاعدة بيانات كرة القدم.إي يو (الإنجليزية)